# Nejvyšší soud Afghánistánu
Nejvyšší soud Afghánského islámského emirátu (paštunsky ستره محكمه‎, Stara Mohkama) je vrcholným orgánem soudní moci v Afghánistánu. Jeho soudce jmenuje a odvolává nejvyšší vůdce Afghánistánu. Pod vládou Tálibánu nemá soud nezávislost ani pravomoc soudního přezkumu; nejvyšší vůdce může zvrátit jakékoli rozhodnutí jakéhokoli soudu.

## Předsedové nejvyššího soudu

### Afghánský islámský emirát
| Jméno                  | Období ve funkci        | Poznámka                               |
| ---------------------- | ----------------------- | -------------------------------------- |
| Núr Muhammad Sakíb     | 1996 –⁠⁠⁠⁠⁠⁠ 2001             |                                        |
| Hajbatulláh Achúndzáda | 2001 –⁠⁠⁠⁠⁠⁠ 25. května 2016  | v exilu                                |
| Abdul Hakím Hakkání    | 25. května 2016 –⁠⁠⁠⁠⁠⁠ dosud | v exilu do 15. srpna 2021 (pád Kábulu) |

### Afghánská islámská republika
| Jméno               | Období ve funkci                   |
| ------------------- | ---------------------------------- |
| Fazal Hadi Shinwari | 8. ledna 2002 –⁠⁠⁠⁠⁠⁠ 5. srpna 2006      |
| Abdul Salam Azimi   | 5. srpna 2006 –⁠⁠⁠⁠⁠ 23. října 2014     |
| Sajíd Jusuf Halim   | 27. července 2015 –⁠⁠⁠⁠⁠⁠ 15. srpna 2021 |